# 有生性
有生性（ゆうせいせい、英語：Animacy）とは、一種の文法カテゴリーで、名詞・代名詞などの指示対象のもつ生物としての性質をいう。言語によっては心・意識・意志があるかどうか（人間もしくはそれに近いか）、あるいは動くかどうかなどに関係する。
一般に有生性のない対象は他動詞の主語（動作主）にはしにくい。このため文法的にはその対象が関係する動詞や格表示などに影響を与えるが、影響の程度・様式は言語により様々である。印欧語などでは無生物主語が一般的に用いられる。
身近な例では、日本語の存在動詞で人間・動物などに対して「いる」、それ以外に対して「ある」を使い分けるのも有生性による。類別詞も有生性によって使い分ける言語が多い（日本語助数詞の人・匹など）。
ニジェール・コンゴ語族の多くの言語では、有生性が名詞クラス（ヨーロッパ語の性のように形容詞や動詞と厳密な一致を示す）の1基準となっており、そのほかタミル語などでも有生性が名詞クラスとなっている。
その他の言語でも、詳しく見れば有生性が文法的意義を持つ例は多い（後述の英語など）。
有生性があるものを有生物、ないものを無生物という。また日本語などではこれらをそれぞれ有情物／非情物ということが多く、言語によっては活動体／不活動体などという。
一般には人称代名詞（特に一人称）が高い有生性をもつと考えられ、それに続いてその他の人、動物、植物、自然現象、物体、抽象観念といった順で有生性は低くなる。もちろん言語共同体もしくは話者個人の信念によっては神、霊魂、精霊（と同一視される自然力）などが上位に置かれる。

## 日本語
- 存在表現
一般には人間・動物が主語である場合に「いる」・「いない」、それ以外に対して「ある」・「ない」が用いられる。ただし細かく見ると、「昔あるところにおじいさんがありました」「この中には盗みをする者などない」のように、人間に対して「ある」「ない」を使うこともある。また無生物であっても「人が運転している途中で一時的に止まっている」意味で「あそこにタクシーがいる」などということもある。

「いる」「ある」は状態を表す補助動詞としても用いられるが、やはり主語の種類による使い分けがあり、意味・用法も異なる。「ている」は主語が有生物でも無生物でも使え、状態のほか進行・継続・反復を表現する。「てある」は（形式上の）主語が無生物で、もっぱら他動詞に接合して用いられ、主語はその他動詞の動作主ではなく被動者となる（動作主を省略して被動者を「を」で表すことも可能）。例えば「塀の上に猫が乗っている」「塀の上に空き缶が乗っている」「塀の上に空き缶が乗せてある」はいずれも正しいが「塀の上に猫が乗せてある」というと「猫形の置き物」の意味にとられかねない。

- 受身
日本語の受身（受動態）は、主語（被動者）の意志によらないということに重点を置く表現である。そのため意志を持たない無情物が主語となる受身はあまり用いられない（翻訳的な感じを与える）。例えば「足」など体の部分も無生物扱いであり、「彼の足は踏まれた」ではなく「彼は足を踏まれた」という。また動作主を明示する場合は「この手紙は太郎によって書かれた」ではなく「この手紙は太郎が書いた」という。動作主を明示しない場合は「ビルが建てられた」ではなく「ビルが建った」という自発表現が使われる。

- 所有表現
無情物に対しては直接的な所有表現で「持っている」といえるが、有情物に対してはこの言い方はあまり使わない（ただし「子持ち」のような慣用的表現がある）。「子供がいる」、動物に対しては「犬を飼っている」などというのが普通である。

- 行為・感情の対象
有情物の場合、助詞「を」（「が」）の代わりに「のことを」（「のことが」）ということがある。「私のことをほめてくれた」「彼は君のことが好きなんだ」など。日本語の方言には「ごと」を助詞として使い無情物と区別するものもある（区別しない方言もある）。

なお日本語では、英語などヨーロッパ諸語に比較すると、無情物、特に抽象的概念は動詞の主語や受動態の動作主として表現しにくい。例えば「この引き出しは危険だ」とは言えるが、「この引き出しが私を傷つけた」「私はこの引き出しに傷つけられた」とは普通言わず、「私はこの引き出しで怪我をした」など原因として表現するのが普通である。

## 英語
英語では有生性のない抽象名詞などが他動詞の主語になることは決して珍しくないが、次のような有生性の影響も見られる。三人称単数の人称代名詞 he/she と中性代名詞 it の違いは有生性の有無を表している。（この区別がない言語もトルコ語やフィンランド語口語など数多い。日本語の「彼」も古くは人間に限らなかった。）しかし英語でも複数になると they しか使わない。
所有表現に関しては、有生性上位のものに対しては前置詞 of を使わない傾向がある。
- 「私の顔」My faceが正しく、*the face of meは正しくない。
- 「その男の顔」the man's faceとthe face of the manはどちらも使うが、前者が一般的。
- 「時計の文字盤」the clock's faceとthe face of the clockはどちらも使うが、後者が一般的。

Hit などの動詞の目的語としては、人間に対しては体の部分よりも人間自体をとる方が一般的で、物体に対しては全体ではなく具体的な部分をとる。
- 「私は彼の顔を殴った」I hit his head.とI hit him on the head.はどちらも誤りではないが、後者がよい。
- 「私はドアのノブを叩いた」はI hit the door's knob.が正しく、*I hit the door on the knob.は正しくない。

## スラヴ語・アルメニア語
スラヴ語（ロシア語など）と東アルメニア語では格変化が有生物（活動体）と無生物（不活動体）で少し異なる。名詞（スラブ語では男性名詞のみ）の対格は、活動体に対しては生格（属格）と、不活動体に対しては主格と同じ形をとる。これは不活動体が他動詞の主語になるのが例外的であることと関係している。

## ナバホ語
南部アサバスカ諸語（アパッチ語、ナバホ語など）では特に様々なレベルの文法的有生性が分類され、一部の名詞はそのレベルに応じて特定の動詞形態をとる。例えばナバホ語の名詞は最高位の人間から最低位の抽象概念まで次のような連続的な有生性で分類される：
- 人間 > 子供/大動物 > 中動物 > 小動物 > 自然力 > 抽象概念

また基本的語順としては、主語・目的語のうち上位のものが1番に、下位のものが2番に、その後に動詞が置かれる。同位ならばどちらが先でもよい。動詞には1番目と2番目のどちらが主語かが示される（yi-は1番目が主語、bi-は2番目が主語であることを示す）。次の例文(1)と(2)はいずれも正しい：
(1) Ashkii at’ééd yiníł’į́ ：男の子 女の子 yi-見る＝「男の子が女の子を見ている」
(2) At’ééd ashkii biníł’į́ ：女の子 男の子 bi-見る＝「男の子を女の子が見ている」または「男の子が女の子に見られている」
しかし例文(3)は、下位の名詞が1番に現れるので、一般に誤りとされる：
(3) *Tsídii at’ééd yishtąsh ：鳥 女の子 yi-つついた　*「鳥が女の子をつついた」
正しくは例文(4)のようにいう：
(4) At’ééd tsídi bishtąsh ：女の子 鳥 bi-つついた＝「女の子を鳥がつついた」または「女の子が鳥につつかれた」

## 活格言語
有生性は活格言語（部分的に能格言語的な性格を示す言語）の形態論にも影響する。このような言語では、有生性の高いものは動詞の動作主となりやすく、対格パターン（動作主役割が無標、被動者その他の役割が有標）をとる。同様に有生性の低いものは被動者となりやすく、能格パターン（被動者役割が無標、動作主役割が有標）をとる。有生性の階層は、必ずではないが次のような傾向がある：
一人称 > 二人称 > 三人称 > 固有名詞 > 人間 > 非人間 > 無生物
これらをどこで分類するかは言語によって異なり、中間部のものはどちらのパターンでも表現できることが多い。